# بهاراتی دیفنس
بهاراتی دیفنس (انگلیسی: Bharati Defence) شرکت کشتی‌سازی هندی است، که در سال ۱۹۷۳ تأسیس شد.